# Deli (Soldat)

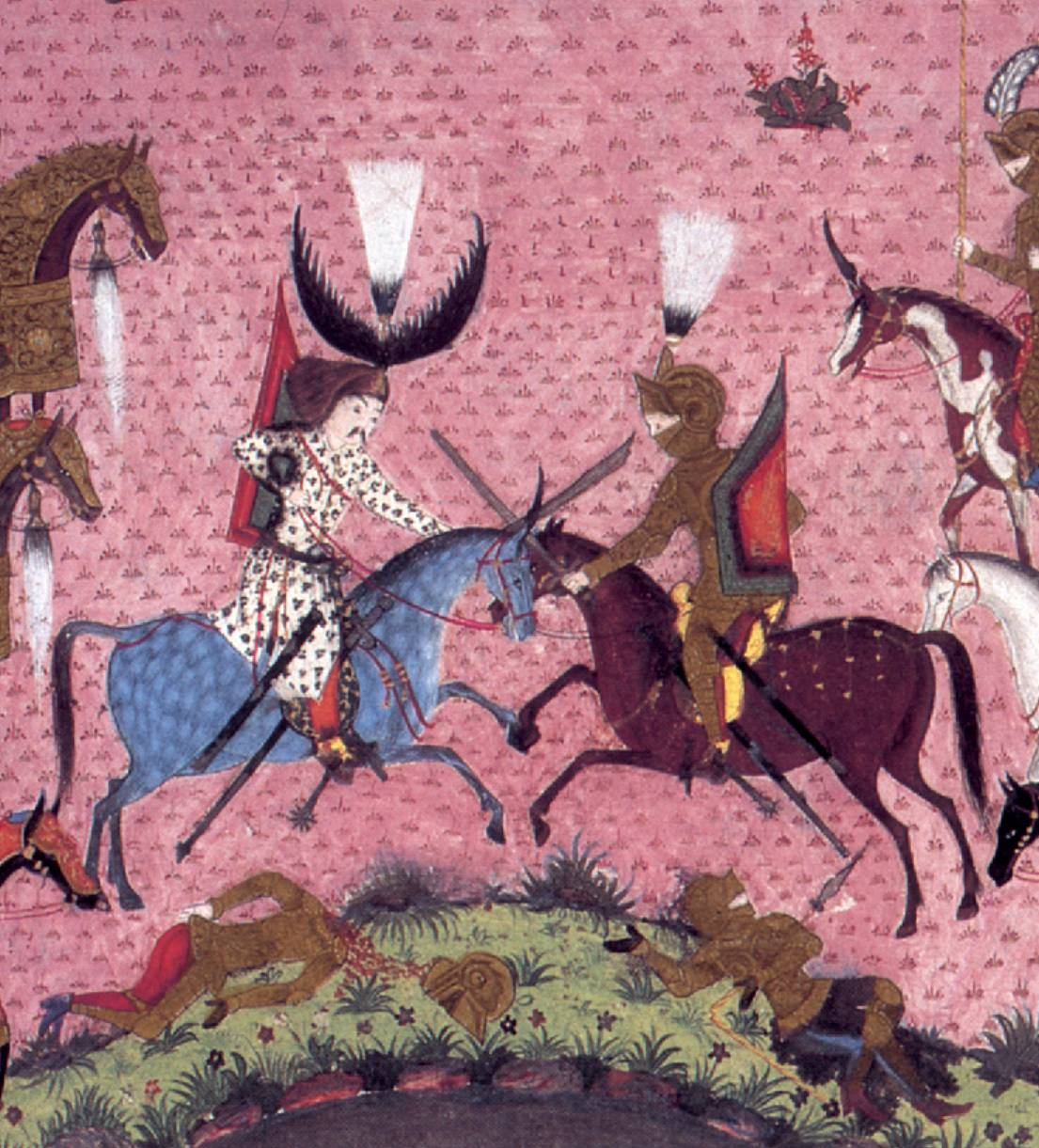
Deli Sinan (links) 1526 im Kampf mit einem ungarischen Ritter.
Detail einer Miniatur aus Süleymanname

Deli (osmanisch دلی auch Delü / دلو / ‚Tapferer, Heldenmütiger, Verwegener, Tollkühner, Wahnsinniger, Verrückter‘) bzw. Deliler (Mehrzahl, im Deutschen Delis oder Deli) war im Osmanischen Reich der Name eines einzelnen Reiters bzw. eines berittenen Verbandes der osmanischen Provinzialtruppen, der im Kampf tollkühn auf den Feind losging. Dabei sollen  die Deli meist von Opium berauscht gewesen sein. Diese Deli waren eine gemischte Truppe aus Angehörigen von Balkanvölkern und Türken.
Parallel zum Begriff Deli – wahrscheinlich sogar schon früher – fand auch der Begriff Delil (Mehrzahl Deliller) für dieselben Personen und Verbände Verwendung. Er kommt aus dem Arabischen und bedeutet im Osmanischen im Zusammenhang mit den Eroberungskriegen in Europa Führer im Sinne von Pfadfinder.

## Militärische und repräsentative Funktionen

### Pfadfinder und Frontkämpfer

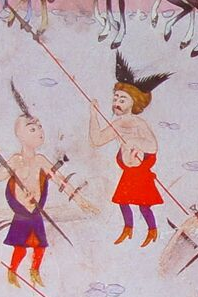
Deli mit Fellmütze und Adlerschwingen, sich selbst kasteiend, Detail einer Miniatur aus Surname-i Hümayun (1582–1587)

Die Namensform Delil erfasst recht genau die früheste Funktion. Als mit Ort und Bevölkerung des Balkans vertraute Kundschafter und Pfadfinder halfen die größtenteils ursprünglich vom Balkan stammenden Delil den osmanischen Vortrupps und dem gesamten osmanischen Heer seit dem 14. Jahrhundert bei der Erkundung des Terrains und damit bei der Planung und Ausführung der Kriegszüge.
Als die Delil selbst unter der Führung eines Delilerağası (Ağa der Tollkühnen) – ähnlich den Akıncı – die militärischen Aufgaben von Vortrupps übernahmen und sich als besonders wagemutig erwiesen, setzte sich allgemein der möglicherweise aus Delil korrumpierte, Bewunderung ausdrückende Name Deli durch.
In einer Art Selbststilisierung zeigten sich die Deli genannten Delil im Heer und in der Öffentlichkeit als schmerzverachtende Draufgänger. Manche übernahmen Praktiken von Derwischen, indem sie die Malträtierung ihres Körpers bis zur Selbstverstümmelung zur Schau stellten, wie beispielsweise bei den Aufzügen anlässlich des Beschneidungsfestes des Şehzade Mehmed, des Sohnes Sultan Murats III.
Als Deli ein erfolgreicher Frontkämpfer zu sein, war die Grundlage für Beförderungen und Belohnungen. Als Beweis des Erfolges konnten die abgeschlagenen Köpfe der besiegten Gegner dienen, wie beispielsweise 1575 der Prediger der kaiserlichen Botschaft in Istanbul berichtete:

„ [...] Deli Pervāna hat Herrn Auersberg geköpfft / und den Kopf getragen / ist Zaim und seine Besoldung ihm mit zwey hundert und fünffzig Thalern verbessert worden / kan Alai oder Sansagbeg werden [...].“

Ihre größte militärische Wirksamkeit entfalteten die Deli im 16. und 17. Jahrhundert. Mindestens bis in das 18. Jahrhundert wurden sie weiterhin als Reitertruppen eingesetzt, wie zwei Schilderungen der Kriegsvorbereitungen von 1713 und 1736 zeigen:

„Der Sultan brach nach Adrianopel auf [...] Gleich nach seiner Ankunft zu Adrianopel zog der Beglerbeg von Anatoli mit seinen Truppen stattlich auf, voraus die Beherzten und Tollkühnen (Gönüllü und Deli) [...]“

„ [...] achtzig bosnische Deli, d. i. Tollkühne, gepantzert, die ersten mit grossen Adlerflügeln angethan, vierzig roth, vierzig gelb gekleidet [...]“

### Leibwache
Deli fungierten zudem bis gegen Ende des 17. Jahrhunderts als besondere Garde osmanischer Würdenträger. Die Großwesire befehligten in der Regel 400 bis 500 Deli. Köprülü Mehmed Pascha, Köprülü Fâzıl Ahmed Pascha und Köprülü Fazıl Mustafa Pascha sollen 2.000 solcher Deli als Leibwache gehabt haben, die im Feld beritten waren, in Konstantinopel aber zu Fuß vor dem Großwesir einher marschierten, wenn er sich nach dem Diwan begab. Ihr Befehlshaber hieß Delibaşı (Anführer der Deli).
Entsprechend trat beispielsweise der osmanische Botschafter Kara Mehmed Pascha 1665 in Wien auf:

„Sodann kamen des Paschas Deli und Gönüllü, alle in schmucker Tracht und wohlbewaffnet.“

Am Morgen des 14. Juli 1683, zu Beginn der Zweiten Wiener Türkenbelagerung, überbrachte der Delibaşı des Großwesirs Kara Mustafa Pascha, Ahmed Ağa, den Wienern als Unterhändler ein Schreiben mit der Aufforderung zur Kapitulation und Übergabe der Stadt.

### Bewaffnung und Kleidung

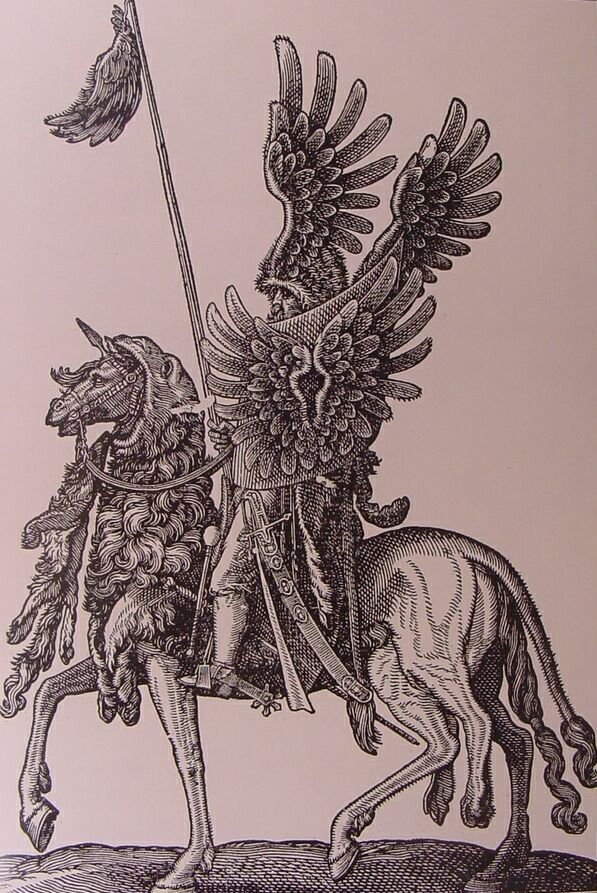
Deli in Paradeuniform, Druck von 1688 nach Melchior Lorichs (* 1526/27; † 1583)

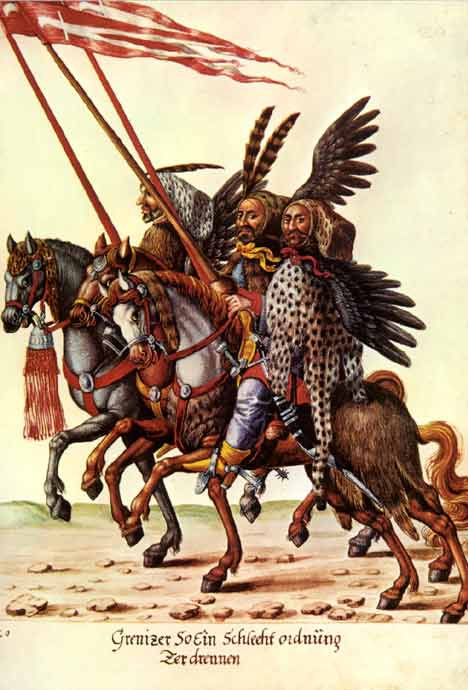
Deli in typischer Kleidung und Bewaffnung, aus dem Codex Vindobonensis 8626 (um 1590), von Heinrich Hendrowski (?)

Die meisten bildlichen Darstellungen der Deli stammen aus dem 16. Jahrhundert. Man findet sie auf osmanischen Miniaturen und auf westlichen Zeichnungen und Drucken. Stets – auch im Kampf – zeigen die Bilder die eher repräsentative Ausstattung der Deli, sind also typisierte und nur begrenzt realistische Darstellungen.
Typisch für das tradierte Bild des berittenen Deli des 16. Jahrhunderts sind Fellmütze mit Raubvogelschwingen oder einzelnen Federn und Kleidung oder Überwurf aus Fellen von Leopard, Wolf, Bär, Löwe oder Hyäne. Die Deli sind mit Lanze und Schwert bewaffnet, zuweilen auch mit einer Keule, und tragen nicht den türkischen Rundschild, sondern den im unteren Teil rechteckigen und im oberen Teil schräg und spitz auslaufenden Schild der christlichen Balkanvölker. Im Gegensatz zu den Akıncı fehlt bei ihnen der Reflexbogen.
Dieses Erscheinungsbild wird auch in Reiseberichten westlicher Besucher des osmanischen Reiches gezeichnet, beispielsweise bei Nicolas de Nicolay (Reise ab 1551, Buch: Lyon 1567 u. a.) und Luigi Bassano (1545). Beide berichten, dass diese Deli vom Balkan stammten und sich selbst in ihrer eigenen Sprache zataznicis (Mehrzahl) bzw. sataznich (Einzahl) nannten, was nach Nicolas de Nicolay „defieurs d'hommes“ (im Sinn von „Herausforderer“) heißt, womit gemeint sei, dass sie alleine zehn Mann herausfordern müssten, bevor sie den Namen und den Status eines Deli oder eines zataznici erwerben könnten.

## Niedergang der Deli
Gegen Ende des 18. Jahrhunderts geschah es immer häufiger, dass Deli-Verbände entlassen wurden und keine Verwendung mehr fanden. Ihre Bewaffnung und Kampfweise entsprach nicht mehr den neueren osmanischen Militärstrategien. Unter einem Delibaschi oder in kleineren Trupps suchten sie dann ihren Lebensunterhalt durch Raub und Plünderungen sicherzustellen. Das geschah beispielsweise unter dem Delibaschi Koca, der eine umfangreiche Deli-Truppe befehligte und im Gebiet von Kütahya die Dörfer terrorisierte. Ähnlich verunsicherte Delibaschi İsmail um 1801 die Region Konya und beteiligte sich 1803 mit seinen Deli an einem Aufstand gegen die Neuordnung der Armee, durch welche die Deli keine offizielle Verwendung mehr finden sollten. Doch erst nach dem russisch-osmanischen Krieg von 1828–1829, an dem Deli noch teilgenommen hatten,  gelang es Sultan Mahmud II., dem Bandenwesen ein Ende zu bereiten. Viele Deli flohen und suchten ihr Heil in Ägypten und Syrien. Einige Deli ließen sich befrieden und in Anatolien ansiedeln. Letzte Reste von räuberischen Deli vernichtete Esad Pascha, der Vali von Karaman.

## Ehrentitel und Spitzname

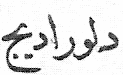
Delü Rādīğ, Name aus dem Feldzugstagebuch des Sultans Süleyman I.

Von den eigentlichen Deli muss man Personen unterscheiden, die in alten Quellen zwar mit dem Namensbestandteil Deli genannt wurden, die aber die militärischen und repräsentativen Funktionen nicht innehatten. Ein solcher Deli war beispielsweise Deli Hasan Pascha, der gegen Ende des 16. Jahrhunderts einen Aufstand gegen das Osmanische Reich anführte und die osmanische Armee bei Tokat besiegte.
Auch besonders wagemutige, nicht muslimische Gegner wurden von den Osmanen manchmal anerkennend Deli genannt. So wird in Süleymans I. Kriegstagebuch ein Delü Rādīğ erwähnt.